# 卢景良
卢景良（1903年—2000年），男，辽宁昌图人，中国兽医免疫学和兽医生物技术专家。曾任国家兽医生物技术实验室主任，中国免疫学会副理事长。